# Île de Boipeba
L'île de Boipeba (en portugais : Ilha de Boipeba) appartient à l'archipel de Tinharé et fait partie de la commune de Cairu dans le sud de l'état de Bahia au Brésil. L'île est entourée du côté Est par l'océan Atlantique et du côté Ouest par l'estuaire du "Rio de l'enfer".

## Histoire
Le nom de Boipeba vient de "M'boi pewa" en langue Tupi, qui veut dire "serpent plat", le nom indigène pour la tortue marine.
Le littoral de l'état de Bahia était occupé avant la colonisation par des nations indigènes du groupe linguistique tupi: les Tupinambas, les Tupiniquins et les Amorés. Ce sont les Tupinambas qui habitaient l'île de Boipeba (manque référence).
Boipeba est un des lieux les plus anciennement colonisés de l'état de Bahia, avec la fondation en 1537 par les jésuites du village et de la résidence de Boipeba. L'église de Divino Espírito Santo construite en 1610 est le monument le plus important de l'île.

## Géographie
L'île de Boipeba est occupée principalement par une forêt dense, la "Mata Atlântica", une restinga, des dunes, une mangrove très étendue, des plages bordées de cocotiers et des récifs. Les récifs coralliens longeant la côte protègent les plages des vagues et des courants. 	
La flore et la faune sont riches, entre coraux, algues, poissons, mollusques, oursins, étoiles de mer. Quelques tortues marines pondent leurs œufs sur les plages de l'île. Les forêts de l'île abritent de nombreux oiseaux comme les colibris ainsi que des renards, des tatous, des reptiles et d'autres animaux.
De par l'importance du patrimoine naturel et de la nécessité de protéger les écosystèmes des îles de Tinharé et Boipeba, l'état de Bahia a créé une APA (Zone de Protection de l'environnement) en Juin 1992.

## Démographie
L'île de Boipeba, d'une superficie de 88 km², est peuplée de 3 256 habitants en 2010.
L'île possède quatre villages, Velha Boipeba qui est le village principal, São Sebastião, Moreré et Monte Alegre. Le village de Velha Boipeba concentre à lui seul 2 109 habitants en 2010.
La base économique de la population dépend de la pêche et du tourisme, mais les villageois pratiquent également la culture du manioc, de la banane et de la canne à sucre.

## Transports
Le seul moyen d'accès à l'île se fait par mer ou par le fleuve car il n'y a pas d'aéroport. L'accès fluvial est le plus utilisé car les eaux de l'estuaire sont très calmes. Selon la ville de provenance et le type de bateau utilisé, le trajet peut prendre de une heure à plusieurs heures.
Comme il n'y a pas de voiture sur l'île, on se déplace à pied, en tracteur et en bateau.